# حوزه انتخابیه پنجم کلرادو
حوزه انتخابیه پنجم کلرادو یک حوزه انتخابیه مجلس نمایندگان آمریکا است که در ایالت کلرادو قرار دارد.